# روكيا كوتشيكي
روكيا كوتشيكي (باليابانية:朽木 ルキア) هي شخصية من شخصيات مسلسل الأنمي بليتش. وُلدت في 14 يناير وتدربت في مدرسة مجتمع الأرواح وتخرجت لتصبح شينيغامي تقوم بحصد الأرواح. قابلت إيتشيغو وأعطته قوتها ليتمكن من إنقاذ عائلته من المجوف الذي هاجمهم. مؤدية الصوت الخاصة بالشخصية هي فميكو أوريكاسا.

## شخصيتها
روكيا تحتفظ بتواضُعها كعضوة نبيلة في عائلة كوتشيكي، وهي فتاة نظيفة ورشيقة. ومع ذلك.. لها سلوك الوحدَة وغالباً ما تكون باردة وتُخفي قوتها أمام صديقآتها من أجل أن لا تشعر بالمتاعب. وعندما قدمت إلى العالم الحقيقي، قالت بأن طرقهم جاهلة. في البداية لم تستطع الشرب من علبة العصير بسهولة، وتعلمت اللغة اليابانية الحديثة عن طريق قرائتها للمانجا. وقالت بأنه من الصعب أن تجد ملابس مناسبة لها، مما أدى بها إلى سرقة ملابس إيتشيغو. وقالت بأنها تحب القفز من الأماكن المرتفعة. وهي تحب الأرانب وعادة ما تكون رسوماتُها مثل الأرانب رغم تخاصمها مع إيتشيغو.. إلا أن الاثنين في تفاهم عميق لبعضهما البعض.

## ماضيها
تركت هيسانا روكيا عندما كانت لا تزال طفلة لأنها لم تستطع العناية بنفسها والعناية بها. ثم نشأت روكيا والتقت بأبراي رينجي وبقية من الأطفال في سنها. وعملوا معاً لسرقة الغذاء للبقاء على قيد الحياة، وأصبحوا أسرة مؤقتة. وبعد هذا الوقت.. قُتلوا أصدقاء روكيا اقترحت روكيا بأن تنضم لأكادمية الشينيجامي لتعيش حياة أفضل. وفي أكادمية الشينيجامي. تم قبول روكيا في الرتبة العليا ورينجي في الرتبة الثانية. وبدأت تنمو العلاقة بينهما حتى طلبوا الانضمام إلى قبيلة الكوتشيكي. رينجي أعرب عن سعادته لاتاحة فرصة انضمام روكيا للكوتشيكي. ثم ضم كوتشيكي بياكيا روكيا للكوتشيكي لتلبية رغبة زوجته هيسانا. وبعدها افترقت روكيا عن رينجي. ثم أصبحت روكيا عضوة في الفرقة الثالثة عشرة دون الاضطرار للتخرج أو حتى دخول امتحان القبول. ولم يسمح لها بياكيا أن تصبح نائبة أو ذو رتبة عالية على الرغممن قدراتها لأنه كان يخاف عليها.

## قدراتها
تمتلك العديد من القدرات منها:
- خبير المبارزة المتخصص: روكيا تعرف بدائيات الزانجتسو، وقد قالت أنها أقل موهبة في استخدام السوردسمانشيب من الكيدو. ولكن بعد أن تدربت على يد كاين.. تحسنت مهاراتها كثيراً في استخدامه. وقد قالت أيضاً أنها قادرة على الدفاع في المعركة كما فعلت مع الايسبادا التاسع.
- كيدو خبير: روكيا لديها خبرة كبيرة في الكيدو، وقد بيّنت مهاراتها في الكيدو، مثل التدمير والشفاء. ومن خلال تدريبها المستمر عليه، أصبحت قادرة على استخدام الكيدو في تعاقب سريع. وقد أظهرت قدرتها في استخدام (باكودو مستوى 61) و (هانودو مستوى 63).
- مقاتل يدا بيد: شوهد أن لديها قوة بدنية في الركل واللكم. كما أنها قادرة على القتال المتلاحم في حالة الشينيغامي. وقد أظهرت أنها قادرة على التصدي لهجمات يوشي السريعة والدقيقة.
- قوة روحية عالية: الطاقة الروحية التي لدى روكيا هي جليدية مثل القائد هيتسوغايا توشيرو لكن بنسبة أقل. روكيا لها طاقة روحية عظيمة تتكون من جسميات جليدية تطير في الهواء. ومع ذلك، بدى أنها غير قادرة على تحمل بعض الطاقات الروحية.
- خبير خطوات فلاش: روكيا لديها سرعة عالية وقد بُين هذا عندما قاتلت الادجوتشاس في غابة المينوس. وأنه بإمكانها الهرب من هجماتهم المتعددة

## الزانباكتو
- شيرايوكي على الكم: الزانباكتو الخاص بروكيا شكله منحني ذو زوايا منحنية، مع شقوق منحنية أعلاه، وشريط ذو سلسلة أدناه.

الشيكاي: تُطلق روكيا الزانباكتو خاصها بقول «ارقص». وتحمل الزانباكتو بشكل أفقي وتجعله يدور على عكس اتجاه عقارب الساعة في حين إطلاقه. ومن ثم يصبح ناصع البياض وأيضاً شريط أبيض في نهاية المقبض طويل مثل ذيل الحصان. كما أنه يعتبر أجمل زانباكتو في مجتمع الأرواح. وهذا الزانباكتو جليدي يطلق قوة جليدية مثل هيورينمارو الذي يمتلكه هيتسوغايا.
- بعض لا ماي، تسوكيشيرو (الرقصة الأولى): وهي الرقصة الأولى للزانباكتو الخاص بروكيا وتعني «القمر الأبيض». تقوم روكيا بمد سيفها رأساً على عقب، فتتشكل دائرة جليدية كبيرة حول الهدف المقصود التي تجمد كل ما تمسه. والدائرة لا تجمد الأرض وحسب داخل نفوذها.. بل إنها تجمد السماء أيضاً. وعندما يتجمد الهدف.. تُحطم الجليد ومن ثم يموت.
- التالي ماي، هكورين (الرقصة الثانية): وهي الرقصة الثانية لزانباكتو روكيا وتعني «التموج الأبيض». تصنع روكيا أربعة ثقاب في الأرض ومن ثم تتشكل كتلة جليدية ضخمة وقوية تندفع نحو الخصم ومن ثم تُجمده.
- سان ماي، شرافوني (الرقصة الثالثة): وهي الرقصة الثالثة لزانباكتو روكيا وتعني «السيف الأبيض». تنادي روكيا باسم الرقصة الذي يسمح لها بجمع جسيمات الزانباكتو إذا تحطم ومن ثم يخترق العدو ويجمده. وبعد أن يتجمد العدو.. تنتشر جسيمات جليدية من الزانباكتو في ساحة المعركة.

## عائلتها
- بياكويا كوتشيكي: وهو الشخص الذي تبناها وضمها إلى أسرته تنفيذًا لمطلب أختها.
- هيسانا كوتشيكي: وهي أخت روكيا وقد تركتها في صغرها وتزوجت بياكويا ووصته بروكيا.

## روابط خارجية
- كوتشيكي روكيا على موقع ميوزك برينز (الإنجليزية)